# Amesville
Amesville – wieś w USA, w stanie Ohio.
Liczba mieszkańców w 2000 roku wynosiła 184.